# كليف (ألبرتا)
كليف (بالإنجليزية: Clive, Alberta)‏ هي قرية تقع في كندا في ألبرتا. يقدر عدد سكانها بـ 675 نسمة ومساحتها 2.12 كم2 وترتفع عن سطح البحر 850 متر.